# Oliver Kahn
Oliver Rolf Kahn (Karlsruhe, 1969. június 15. –) német labdarúgó kapus.  1994-2008 között a Bayern München játékosa volt, közben 1995-2006 között a német labdarúgó-válogatottban is szerepelt. Kahn ismert nagy testalkatáról, figyelemre méltó játéktudásáról és gól alkalmával vad megnyilvánulásairól . Széles körben méltatott, a legnagyobb kapusok egyikeként ismert, és több mint 400 mérkőzésen védte a Bayern kapuját.

## Klub pályafutása

### Karlsruher SC
Kahn az első profi szerződését a Karlsruher SC-vel írta alá az 1987-88-as szezonban, és kezdetben tartalékkapus volt Alexander Famulla mögött. 1990-ben Winfried Schäfer edző Kahn-t kezdte védetni a kapuban Famulla helyett. A következő években Kahn bebizonyította, hogy jó képességű kapus és fontos tagja a KSC-nek. Meghatározó játékos volt a KSC csapatában, amely 1993-94-ben az elődöntőbe jutott  az UEFA Kupában, és a legemlékezetesebb pillanata a Valencia CF történelmi, 7:0-s legyőzése volt, azután, hogy az első mérkőzésüket 3:1-re elveszítették.

### Bayern München
Kahn volt a Bayern München első szerződtetett játékosa az 1994/95-ös szezon kezdete előtt, és azóta sokszorosan díjazottá vált, hazai és nemzetközi szinten is. A bajor klub rekordösszegű átigazolási díjat, 2,5 millió eurót fizetett érte, ami kapusrekord, ennélfogva Kahn határozottan alapember lett a Bayern első választásaként. Annak ellenére, hogy térdszalag szakadást szenvedett, a következő szezonban jelentős játékossá fejlődött. 1999-ben a Bayern kapusaként jól védett az 1998/99-es Bajnokok Ligája döntőjében, habár a Manchester United két gólt szerzett ellenük a meccs végén, és megnyerte a trófeát. Megkapta a Mérkőzés embere címet, azután, hogy megalapozta klubja 2001-es Bajnokok Ligája-győzelmét, számos létfontosságú védéssel a büntetőpárbaj során, ami a csapatok 1-1-es döntetlenje után kezdődött a hosszabbítás után. Az esedékes sérülések és személyes problémák miatt a játéka gyorsan hanyatlott a 2002–2003-as szezon után. Ezt tetőzte, hogy Kahn beengedett egy látszólag erőtlen lövést a Real Madrid ellen a 2003/04-es Bajnokok Ligája-szezonban, hozzájárulva a csapata kieséséhez a sorozatból. Azonban a 2003-04-es idény óta, és idősödése ellenére Kahn teljesítménye jelentősen feljavult, és újraalapozta azt, mint egy megbízható kapus, aki világklasszis lövéshárító.
Kahn bejelentette, hogy célja a szerződése kitöltése és játszani a 2007–2008-as szezonban. 2007 óta ő minden idők legtöbb kapott gól nélküli mérkőzéssel (185) rendelkező kapusa a Bundesliga történetének.
 2006. augusztus 11-én 500-adik alkalommal szerepelt a Bundesligában. Másik mérföldkő, amit elért, az a 400 Bundesliga fellépés volt a Bayern Münchennel 2007. április 15-én a Bayer Leverkusen ellen.
A kapus 2008. május 17-én a Hertha ellen vívott bajnoki meccsen, 4-1-es diadallal fejezte be pályafutását, majd a búcsúmeccsét 2008. szeptember 2-án játszották. A pályafutását szintén ekkor befejező Markus Merk játékvezetése mellett a telt házas Allianz Arena közönsége egy békés 1-1-es döntetlennek lehetett tanúja a Bayern München és a német válogatott között. Kahn a Bayernben védett a hetvenötödik percig, amikor lecserélték.

## Válogatottban
Oliver Kahn 1995 és 2006 között játszott a német válogatottban. Utolsó mérkőzésére a 2006-os németországi világbajnokság bronzmeccsén került sor. Ezt a meccset Portugália ellen játszották, és 3-1-re megnyerték. Kahn nagyszerűen védett, és ez vezetett a sikerhez. Nagyot meneteltek a világbajnokságon, és csak a későbbi világbajnok Olaszország tudta megállítani őket az elődöntőben. Ezután jöhetett az említett bronzmérkőzés. Meglepetésre ezen a tornán Kahn csak második számú kapus volt. A szövetségi kapitány, Jürgen Klinsmann (Kahn volt csapattársa a Bayernben és válogatottban egyaránt) Kahn riválisát, Jens Lehmannt nevezte első számú kapusnak, de Lehmann nagylelkűen átadta a helyét a bronzmeccsre a leköszönő Kahnnak. Kahn mindvégig a válogatott csapatkapitánya volt és Effenberg után a Bayerné is. A válogatott 2002-ben a világbajnoki döntőig menetelt Kahnnak köszönhetően, de a döntőben a brazilok 2-0-ra megverték őket. Ezen Olli sosem tette túl magát, de őt választották a torna legjobb kapusának és játékosának.

## Magánélet
Elvált, jelenleg párkapcsolatban él.[forrás?]

## Kulturális népszerűség
Kahn a témája az Olli Kahn című dalnak, ami a Die Prinzen német popegyüttes szerzeménye. A dalt a 2002-es világbajnokság alatt rögzítettek. Később a Die Toten Hosen, egy másik népszerű német együttes átdolgozta.

## Díjak
Klub elismerések
- Bundesliga: 1997, 1999, 2000, 2001, 2003, 2005, 2006, 2008
- Német (DFB) Kupa: 1998, 2000, 2003, 2005, 2006, 2008
- Liga-kupa: 1997, 1998, 1999, 2003, 2007,
- UEFA-kupa: 1996
- UEFA Bajnokok Ligája: 2001
- Interkontinentális kupa: 2001

Válogatott
- Európa-bajnok: 1996
- Világbajnoki döntős: 2002
- Világbajnoki bronzérmes: 2006

Egyéni díjak
- Mérkőzés embere: a 2001-es Bajnokok Ligája döntőjében nyújtott teljesítményéért
- IFFHS Világ legjobb kapusa – 1. hely: 1999, 2001, 2002
- IFFHS Világ legjobb kapusa – 2. hely: 2000
- IFFHS Világ legjobb kapusa – 3. hely: 2003
- IFFHS Világ legjobb kapusa – 4. hely: 2004
- Legjobb európai kapus: 1999, 2000, 2001, 2002
- Az év európai labdarúgója – Bronzlabda: 2001, 2002
- Az UEFA klublabdarúgásdíjai – Legjobb kapus: 1999, 2000, 2001, 2002
- Az év német labdarúgója: 2000, 2001
- FIFA év játékosa: második, 2002
- Legjobb Bundesliga kapus: 1994, 1997, 1998, 1999, 2001
- Világbajnoki Aranylabdás: 2002
- Világbajnokság legjobb kapusa: 2002
- UEFA Fair-Play Díj: 2001
- Silbernes Lorbeerblatt: 2006
- "SPORT-BILD"-Díj: 2006
- "The Golden Prometheus 2006" a "V.i.S.d.P." magazintól, "Coup of the year" kategóriában: 2007

## Statisztikái

### Klubcsapatokban
| Klub           | Idény          | Bundesliga | Bundesliga | Német kupa | Német kupa | Német ligakupa | Német ligakupa | UEFA       | UEFA  | Egyéb      | Egyéb | Összesen   | Összesen |
| Klub           | Idény          | Mérkőzések | Gólok      | Mérkőzések | Gólok      | Mérkőzések     | Gólok          | Mérkőzések | Gólok | Mérkőzések | Gólok | Mérkőzések | Gólok    |
| -------------- | -------------- | ---------- | ---------- | ---------- | ---------- | -------------- | -------------- | ---------- | ----- | ---------- | ----- | ---------- | -------- |
| Karlsruher SC  | 1987–88        | 2          | 0          | 0          | 0          | —              | —              | —          | —     | —          | —     | 2          | 0        |
| Karlsruher SC  | 1988–89        | 2          | 0          | 0          | 0          | —              | —              | —          | —     | —          | —     | 2          | 0        |
| Karlsruher SC  | 1989–90        | 22         | 0          | 0          | 0          | —              | —              | —          | —     | —          | —     | 22         | 0        |
| Karlsruher SC  | 1990–91        | 0          | 0          | 0          | 0          | —              | —              | —          | —     | —          | —     | 0          | 0        |
| Karlsruher SC  | 1991–92        | 37         | 0          | 2          | 0          | —              | —              | —          | —     | —          | —     | 39         | 0        |
| Karlsruher SC  | 1992–93        | 34         | 0          | 5          | 0          | —              | —              | —          | —     | —          | —     | 39         | 0        |
| Karlsruher SC  | 1993–94        | 31         | 0          | 3          | 0          | —              | —              | 10         | 0     | —          | —     | 44         | 0        |
| Karlsruher SC  | Összesen       | 128        | 0          | 10         | 0          | —              | —              | 10         | 0     | —          | —     | 148        | 0        |
| Bayern München | 1994–95        | 23         | 0          | 1          | 0          | —              | —              | 5          | 0     | 1          | 0     | 30         | 0        |
| Bayern München | 1995–96        | 32         | 0          | 2          | 0          | —              | —              | 12         | 0     | —          | —     | 46         | 0        |
| Bayern München | 1996–97        | 32         | 0          | 4          | 0          | —              | —              | 2          | 0     | —          | —     | 38         | 0        |
| Bayern München | 1997–98        | 34         | 0          | 6          | 0          | 2              | 0              | 8          | 0     | —          | —     | 50         | 0        |
| Bayern München | 1998–99        | 30         | 0          | 6          | 0          | 2              | 0              | 13         | 0     | —          | —     | 51         | 0        |
| Bayern München | 1999–00        | 27         | 0          | 5          | 0          | 0              | 0              | 13         | 0     | —          | —     | 45         | 0        |
| Bayern München | 2000–01        | 32         | 0          | 2          | 0          | 2              | 0              | 16         | 0     | —          | —     | 52         | 0        |
| Bayern München | 2001–02        | 32         | 0          | 4          | 0          | 1              | 0              | 12         | 0     | 2          | 0     | 51         | 0        |
| Bayern München | 2002–03        | 33         | 0          | 6          | 0          | 0              | 0              | 6          | 0     | —          | —     | 45         | 0        |
| Bayern München | 2003–04        | 33         | 0          | 4          | 0          | 1              | 0              | 8          | 0     | —          | —     | 46         | 0        |
| Bayern München | 2004–05        | 32         | 0          | 5          | 0          | 2              | 0              | 10         | 0     | —          | —     | 49         | 0        |
| Bayern München | 2005–06        | 31         | 0          | 6          | 0          | 0              | 0              | 7          | 0     | —          | —     | 44         | 0        |
| Bayern München | 2006–07        | 32         | 0          | 1          | 0          | 1              | 0              | 9          | 0     | —          | —     | 43         | 0        |
| Bayern München | 2007–08        | 26         | 0          | 5          | 0          | 2              | 0              | 9          | 0     | —          | —     | 42         | 0        |
| Bayern München | Összesen       | 429        | 0          | 57         | 0          | 13             | 0              | 130        | 0     | 3          | 0     | 632        | 0        |
| Teljes karrier | Teljes karrier | 557        | 0          | 67         | 0          | 13             | 0              | 140        | 0     | 3          | 0     | 780        | 0        |

1. ↑  Magában foglalja az összes pályára lépeseit a Bajnokok ligájában és az UEFA-kupán is.
2. ↑  Magában foglalja az összes pályára lépeseit a UEFA-szuperkupán és az Interkontinentális kupán is.

### A válogatottban
| Németország |            |       |
| Évek        | Mérkőzések | Gólok |
| 1994        | 0          | 0     |
| 1995        | 2          | 0     |
| 1996        | 3          | 0     |
| 1997        | 3          | 0     |
| 1998        | 7          | 0     |
| 1999        | 6          | 0     |
| 2000        | 10         | 0     |
| 2001        | 10         | 0     |
| 2002        | 15         | 0     |
| 2003        | 9          | 0     |
| 2004        | 11         | 0     |
| 2005        | 7          | 0     |
| 2006        | 3          | 0     |
| Összesen    | 86         | 0     |